# Репрезентација Француске у хокеју на леду
Хокејашка репрезентација Француске је хокејашки тим Француске и под контролом је Хокејашког савеза Француске. Репрезентација се међународно такмичи од 1909. године.
Француска је учествовала педесет пута на Светском првенству. Најбољи пласман репрезентације Француске је било шесто место на Светском првенству 1930. године.
На Олимпијским играма учествовали су десет пута. Највећи успех им је било пето место 1920 и 1924. године.
Премијерну утакмицу Француска је одиграла у Шамони Мон Блану против Бохемије, 23. јануара 1909. године и победила је 8:1. Најтежи пораз Француска је доживела од Сједињених Америчких Држава 1924. године резултатом 22:0. Највећу победу остварили су против Северне Кореје 1983. године када су победили резултатом 24:1.
Највише наступа имао је Денис Перез, који је одиграо 297 меча за репрезентацију. Најефикаснији играч са укупно 170 поена је Филип Бозон.

## Историјат

### Оснивачи и медаље на Европским првенствима
Као оснивач Међународне хокејашке федерације, Француска учествује на Светском првенству већ од првог турнира, одржаног на Олимпијским играма у Антверпену 1920. године када осваја 5. место. На Европском првенству 1923. године, национални тим осваја сребрну медаљу, а затим злато наредне године, на Европском првенству у Милану, што је и данас њен највећи успех. Године 1924. и 1928. на Олимпијским играма, поново освајања 5. место што је и најбољи резултат у историји.

### 1938−1960: спорадична учешћа
Од 1930. године присуство Француске на Светским првенствима постаје нередовно, а она не успева да понови своје ране успехе. Са растућим бројем земаља које практикују хокеј, Француска пада у светској хијерархији.

### 1961−2000: успон до елитне дивизије
Од Светског првенства 1961. године, „Триколори“ поново редовно учествују. У почетку се такмиче у групи Ц светског првенства (данас Дивизија 2). На Олимпијским играма у Греноблу 1968. године, Француска завршава на 14. месту.
Олимпијске игре 1972. године представљале су велику пропуштену прилику за Французе: иако су обезбедили квалификације на Светском првенству 1971. године, Француска хокејашка федерација, по позиву пуковника Марсоа Крепена, одлучује да не пошаље тим на турнир. Ова одлука је била изненађујућа, поготово што су ветерани из 1968. године били „жртвовани“ како би се „припремила будућност“. Играчи затим одлучују да бојкотују Светско првенство 1972. у групи Б у знак одмазде, а неки од њих завршавају своје међународне каријере. Француска креће од нуле и чека 13 година да се врати у светску групу Б.
Године 1985. Француска је промовисана у Дивизију Б, а затим 1992. године улази у елитну дивизију. На Олимпијским играма у Калгарију 1988. године, Француска се квалификује и учествује први пут од 1936. године (игре 1968. године одржане у Греноблу аутоматски су квалификовале Француску као домаћина, али тим није могао да се такмичи за олимпијске медаље). Французи успевају да девет узастопних година остану у елитној дивизими и учествују на пет узастопних Олимпијских игара, пре него што су испали у Дивизију 1 након Светског првенства 2000. године у Санкт Петербургу.

### 2000−2007: успони и падови
Од тада, француски хокејаши често „путују горе-доле“ између дивизија. Олимпијске игре у Солт Лејк Ситију 2002. године биле су њихово последње учешће на олимпијском турниру. Вратили су се у елитну групу први пут за Светско првенство 2004. године у Прагу, где су одмах испали. У септембру 2004. године, селектор Дејв  Хендерсон, уз асистенцију Пјера Пусеа, преузима кормило француског тима.
Светско првенство Дивизије I 2006. године, које се одржавало на домаћем терену у Амијену била је права прилика за повратак у елитну дивизију. Французи постижу одличан учинак, победивши најпре Јапан (4:1), а затим Велику Британију (1:0). Против Мађарске успевају само да извуку нерешен резултат (3:3), али затим убедљиво савладавају Израел (9:0).  Одлука о пласману доноси се у последњем мечу против фаворита, Немачке. Нажалост, чудо се није догодило, и Француска губи са 5:0. Французи завршавају као други на турниру и остају у Дивизији I још једну годину.
На Светском првенству Дивизије I 2007. године, у групи А, одржаном од 15. до 21. априла, Француска слабо започиње турнир тесним поразом од Естоније у пеналима (4:3). Међутим, брзо се опорављају и побеђују у наредним утакмицама против Холандије (4:2) и Пољске (4:0). Кинези, фаворити за испадање у Дивизију II, доживљавају тежак пораз (10:0). Последњи противник је Казахстан. Меч је био тесан, али Французи побеђују са 3:1. Француска осваја прво место на првенству и враћа се у елитну групу.

### 2008−2018: Хендерсенова ера
Године 2008. француска репрезентација се враћа у елитну групу након четири године. Циљ је јасан – опстанак. У групној фази доживљавају три пораза, против Швајцарске (1:4), Шведске (0:9) и Белорусије (1:3), али је у групи за опстанак била боља од Италије и опстала у елитној дивизији.
Француска које је 2014. заузимала тек 12. место на међународној ранг-листи, побеђује Канаду, двоструког актуелног олимпијског шампиона, у првом колу Светског првенства 2014. у Минску резултатом 3:2 након извођења пенала. Французи потом доживљавају пораз од Италије (1:2), али затим побеђују Словачку резултатом 5:3. Два дана након тесног пораза од Шведске (2:1), актуелног шампиона, француска репрезентација тријумфује против Норвешке у пенал серији резултатом 5:4. На крају, након убедљиве победе над Данском резултатом 6:2, француска хокејашка репрезентација се први пут од 1995. године пласира у четвртфинале Светског првенства. У четвртфиналу су поражени од Русије.
Године 2017. Француска је први пут од 1951. године била домаћин Светског првенства у елитној групи, заједно са Немачком. Французи су остварили одличан учинак, завршивши на 9. месту. Победили су Финску са 5:1 (први пут у историји), Швајцарску, и били на корак од изненађења против Канаде.
Светско првенство 2018. године било је последње за селектора Дејва Хендерсона (уз асистенцију Пјера Пусеа), који је замењен Филипом Бозоном. Они су успели да задрже Французе у елитној групи светског хокеја 11 узастопних година.

### Од 2019. − Бозонова ера
Француска је 2019. године изгубила своје место у елитној групи након 11 узастопних сезона на највишем светском нивоу, завршивши као последња у својој групи, а турнир је обележио тежак пораз од Сједињених Америчких Држава резултатом 7:1.
Због пандемије ковида 19, првенства Дивизије IA за 2020. и 2021. годину су отказана, што је онемогућило било какав повратак у елиту. У августу 2021. године, пети пут заредом, Француска није успела да се квалификује за Олимпијске игре, упркос две победе и тесном поразу од једног гола против Летоније.
због руске инвазије на Украјину 2022. године, Русија и Белорусија су суспендоване из такмичења на свим ИИХФ турнирима. На Светском првенству 2022. суспендоване нације су замениле селекције Аустрије и Француске, као две најбоље рангиране селекције на ИИХФ листи које се нису квалификовале за топ дивизију. Од тада Француска је била редован учесник елитне дивизије.
На Светском првенству 2025. године претрпели су свих седам пораза и први пут након 18 година испали из елитне дивизије.

## Резултати

### Олимпијске игре
| - 1920. − 5. место - 1924. − 5. место - 1928. − 5. место - 1932. − Нису се квалификовали - 1936. − 9. место - 1948. − Нису се квалификовали - 1952. − Нису се квалификовали - 1956. − Нису се квалификовали - 1960. − Нису се квалификовали | - 1964. − Нису се квалификовали - 1968. − 14. место - 1972. − Нису се квалификовали - 1976. − Нису се квалификовали - 1980. − Нису се квалификовали - 1984. − Нису се квалификовали - 1988. − 11. место - 1992. − 8. место - 1994. − 10. место | - 1998. − 11. место - 2002. − 14. место - 2006. − Нису се квалификовали - 2010. − Нису се квалификовали - 2014. − Нису се квалификовали - 2018. − Нису се квалификовали - 2022. − Нису се квалификовали - 2026. − Можда замене Русију - 2030. − Домаћини |

### Светско првенство
| - 1930. − 6. место - 1931. − 9. место - 1933. − Нису се такмичили - 1934. − 11. место - 1935. − 7. место - 1937. − 7. место - 1938. − Нису се такмичили - 1939. − Нису се такмичили - 1947. − Нису се такмичили - 1949. − Нису се такмичили - 1950. − 9. место - 1951. − 9. место (2. место, група Б) - 1952. − 15. место (6. место, група Б) - 1953. − 8. место (5. место, група Б) - 1954. − Нису се такмичили - 1955. − Нису се такмичили - 1957. − Нису се такмичили - 1958. − Нису се такмичили - 1959. − Нису се такмичили - 1961. − 16. место (2. место, група Ц) - 1962. − 11. место (3. место, група Б) - 1963. − 14. место (6. место, група Б) - 1965. − 17. место (9. место, група Б) - 1966. − Нису се такмичили - 1967. − 20. место (4. место, група Ц) - 1969. − Нису се такмичили - 1970. − 17. место (3. место, група Ц) | - 1971. − 16. место (2. место, група Ц) - 1972. − Нису се такмичили - 1973. − 20. место (6. место, група Ц) - 1974. − 19. место (5. место, група Ц) - 1975. − 19. место (5. место, група Б) - 1976. − 19. место (3. место, група Ц) - 1977. − 21. место (4. место, група Ц) - 1978. − 22. место (6. место, група Б) - 1979. − 21. место (3. место, група Ц) - 1981. − 21. место (5. место, група Ц) - 1982. − 20. место (4. место, група Ц) - 1983. − 21. место (5. место, група Ц) - 1985. − 17. место (1. место, група Ц) - 1986. − 12. место (4. место, група Б) - 1987. − 12. место (4. место, група Б) - 1989. − 11. место (3. место, група Б) - 1990. − 12. место (4. место, група Б) - 1991. − 11. место (3. место, група Б) - 1992. − 11. место - 1993. − 10. место - 1994. − 10. место - 1995. − 8. место - 1996. − 11. место - 1997. − 10. место - 1998. − 13. место - 1999. − 15. место - 2000. − 15. место | - 2001. − 20. место (2. место, Див. I, група A) - 2002. − 19. место (2. место, Див. I, група A) - 2003. − 18. место (1. место, Див. I, група Б) - 2004. − 16. место - 2005. − 19. место (2. место, Див. I, група Б) - 2006. − 20. место (2. место, Див. I, група A) - 2007. − 18. место (1. место, Див. I, група A) - 2008. − 14. место - 2009. − 12. место - 2010. − 14. место - 2011. − 12. место - 2012. − 9. местo - 2013. − 13. место - 2014. − 8. место - 2015. − 12. место - 2016. − 14. место - 2017. − 9. место - 2018. − 12. место - 2019. − 15. место - 2020. − Отказано због Пандемије ковида 19 - 2021. − Отказано због Пандемије ковида 19 - 2022. − 12. место - 2023. − 12. место - 2024. − 14. место - 2025. − 16. место |